# Niina Petrõkina
Niina Petrõkina (ur. 14 sierpnia 2004 w Tallinnie) – estońska łyżwiarka figurowa, startująca w konkurencji solistek. Mistrzyni Europy (2025), medalistka zawodów z cyklu Grand Prix i Challenger Series, trzykrotna mistrzyni Estonii (2022, 2023, 2025).

## Osiągnięcia
| Zawody                        | 17–18          | 18–19          | 19–20          | 20–21          | 21–22          | 22–23          | 23–24          | 24–25          |                |                |                |                |                |                |                |                |                |
| Międzynarodowe                | Międzynarodowe | Międzynarodowe | Międzynarodowe | Międzynarodowe | Międzynarodowe | Międzynarodowe | Międzynarodowe | Międzynarodowe | Międzynarodowe | Międzynarodowe | Międzynarodowe | Międzynarodowe | Międzynarodowe | Międzynarodowe | Międzynarodowe | Międzynarodowe | Międzynarodowe |
| ----------------------------- | -------------- | -------------- | -------------- | -------------- | -------------- | -------------- | -------------- | -------------- | -------------- | -------------- | -------------- | -------------- | -------------- | -------------- | -------------- | -------------- | -------------- |
| Mistrzostwa świata            |                |                |                |                | 16             | 9              | 16             | 8              |                |                |                |                |                |                |                |                |                |
| Mistrzostwa Europy            |                |                |                |                | 8              | 6              |                | 1              |                |                |                |                |                |                |                |                |                |
| GP Finlandia Trophy           |                |                |                |                |                |                |                | 7              |                |                |                |                |                |                |                |                |                |
| GP NHK Trophy                 |                |                |                |                |                |                |                | 10             |                |                |                |                |                |                |                |                |                |
| GP Skate Canada International |                |                |                |                |                | 6              |                |                |                |                |                |                |                |                |                |                |                |
| CS Budapest Trophy            |                |                |                |                |                | 3              |                |                |                |                |                |                |                |                |                |                |                |
| CS Nebelhorn Trophy           |                |                |                |                |                | 11             |                |                |                |                |                |                |                |                |                |                |                |
| CS Trophée Métropole Nice     |                |                |                |                |                |                |                | 2              |                |                |                |                |                |                |                |                |                |
| CS Warsaw Cup                 |                |                |                |                | 2              |                |                |                |                |                |                |                |                |                |                |                |                |
| Krajowe                       |                |                |                |                |                |                |                |                |                |                |                |                |                |                |                |                |                |
| Mistrzostwa Estonii           | 7              | 4              | 2              |                | 1              | 1              |                | 1              |                |                |                |                |                |                |                |                |                |